# Walter Frans
Walter Frans is een personage uit de Vlaamse soap Thuis dat gespeeld werd door Karel Deruwe. Hij maakte tussen 2004 en 2006 deel uit van de cast.

## Fictieve biografie
Walter Frans is een aannemer die verliefd wordt op Marianne Bastiaens. Walter vecht tijdlang voor haar, maar zij kiest voor Robert Swerts. Zij gaan uiteindelijk op zakelijk vlak samenwerken en kopen samen Ter Smissen. Later gaat Walter ook meewerken aan het Eldorado-project. Wanneer Marianne te horen krijgt dat Robert Swerts een verkrachter is, stort haar wereld in elkaar. Walter kan haar troosten en begint een relatie met haar. Walter komt bij haar inwonen en het koppel is gelukkig. Er komen echter heel wat problemen na de komst van Betty, de ex-vrouw van Walter. Zij is nog steeds verliefd op hem en wil er alles aan doen om hem terug te krijgen. Walter heeft voor Marianne gekozen, maar kan niet ontkennen dat Betty nog steeds een plaatsje in zijn hart heeft. Dat zorgt voor heel wat ruzies. Walter en Marianne maken het goed, maar uiteindelijk pakt hij toch zijn koffers en verdwijnt en maakt zo een einde aan hun relatie.